# Kostel svatého Jakuba Většího (Poniklá)
Kostel svatého Jakuba Většího je římskokatolický, orientovaný farní kostel v Poniklé. Je chráněn jako kulturní památka. Patří k nejstarším kostelům západních Krkonoš.

## Historie
Původní dřevěný kostel zasvěcený svatému Mikuláši je zmiňován jako farní roku 1384. Kostel sv. Jakuba byl vystavěn na jeho místě roku 1682. Původně neměl věž a zvony byly umístěn v opodál stojící roubené zvonici. Věž byla k západnímu průčelí přistavěna roku 1804. Do roku 1907 byl kostel obklopen hřbitovem.

## Architektura
Jednolodní raně barokní stavba obdélníkového tvaru. Věž v západním průčelí je hranolová. Presbytář je pětiboký, obdélná sakristie je na severní straně. Loď, presbytář i sakristie jsou sklenuty valenou klenbou s výsečemi na pásech, které vybíhající z polopilířů.

## Interiér
Zařízení je převážně neoklasicistní z 19. století, interiér vymaloval roku 1894 malíř Ludvík Nejedlý z Nového Bydžova.

## Zvony
Ve věži se v současnosti nachází tři zvony.
Zvon Maria, važí 490 kg. a byl odlit v roce 1986 rodinou Manouškovou
Zvon z roku 1555, váží 380 kg. a byl odlit Mistrem Petrem
Zvon Jakub, váží 150 kg. a byl odlit v roce 1982 rodinou Manouškovou

## Bohoslužby
Pravidelné bohoslužby se konají v neděli v 10.30 a ve středu v 18.00.